# Associazione Fascista Calcio Mestre 1942-1943
Questa voce raccoglie le informazioni riguardanti l'Associazione Fascista Calcio Mestre nelle competizioni ufficiali della stagione 1942-1943.

## Rosa
| N. |                   | Ruolo | Calciatore        |
| -- | ----------------- | ----- | ----------------- |
|    | Italia (bandiera) | C     | G. Albarea        |
|    | Italia (bandiera) | C     | P. Albarea        |
|    | Italia (bandiera) | C     | M. Artuso         |
|    | Italia (bandiera) | C     | Armando Bianchini |
|    | Italia (bandiera) | P     | I. Bortolotti     |
|    | Italia (bandiera) | A     | Arnaldo Cadei     |
|    | Italia (bandiera) | D     | Giuseppe Canova   |
|    | Italia (bandiera) | C     | Vito Caon         |
|    | Italia (bandiera) | A     | S. Casagrande     |
|    | Italia (bandiera) | A     | D. Chino          |
|    | Italia (bandiera) | A     | D. Coppolo        |
|    | Italia (bandiera) | A     | V. Corsi          |
|    | Italia (bandiera) | A     | Luigi Cresta      |
|    | Italia (bandiera) | A     | O. Di Marcantonio |
|    | Italia (bandiera) | A     | N. Farinea        |

| N. |                   | Ruolo | Calciatore         |
| -- | ----------------- | ----- | ------------------ |
|    | Italia (bandiera) | D     | A. Forzan          |
|    | Italia (bandiera) | A     | Rino Garanzini     |
|    | Italia (bandiera) | D     | Guerrino Girardini |
|    | Italia (bandiera) | D     | G. Giurin          |
|    | Italia (bandiera) | C     | G. Maso            |
|    | Italia (bandiera) | A     | G. Millosevich     |
|    | Italia (bandiera) | A     | F. Moro            |
|    | Italia (bandiera) | C     | Mario Moro         |
|    | Italia (bandiera) | A     | L. Munari          |
|    | Italia (bandiera) | D     | G. Peruzzolo       |
|    | Italia (bandiera) | P     | E. Righetti        |
|    | Italia (bandiera) | D     | G. Semenzato       |
|    | Italia (bandiera) | C     | S. Stoppani        |
|    | Italia (bandiera) | P     | O. Vianello        |
|    | Italia (bandiera) | C     | O. Zanon           |